# Stig Johansen
Pour les articles homonymes, voir Johansen.
Stig Johansen, né le 13 juin 1972 à Kabelvåg (Norvège), est un footballeur norvégien, qui évoluait au poste d'attaquant au FK Bodø/Glimt et en équipe de Norvège.
Johansen n'a marqué aucun but lors de ses trois sélections avec l'équipe de Norvège en 1997. 

## Carrière
- 1993-1997 : FK Bodø/Glimt
- 1997-1998 : Southampton
- 1997 : Bristol City
- 1998-2000 : Helsingborgs IF
- 2001-2009 : FK Bodø/Glimt

## Palmarès

### En équipe nationale
- 3 sélections et 0 but avec l'équipe de Norvège en 1997.

### Avec Bodø/Glimt
- Vainqueur de la Coupe de Norvège de football en 1993.
- Vice-Champion du Championnat de Norvège de football en 1993 et 2003.

### Avec Helsingborgs IF
- Vainqueur du Championnat de Suède de football en 1999.
- Vainqueur de la Coupe de Suède de football en 1998.